# Đội nhà
Đội nhà (Home Team) là một bộ phim tiểu sử hài về thể thao của Mỹ năm 2022 do Charles và Daniel Kinnane đạo diễn, Chris Titone và Keith Blum viết kịch bản, với sự tham gia của Kevin James trong vai chính, Taylor Lautner, Rob Schneider, [ơJackie Sandler]] và Tait Blum. Lấy cảm hứng từ các sự kiện thực tế, bộ phim kể câu chuyện về huấn luyện viên trưởng của New Orleans Saints, Sean Payton, người đã huấn luyện đội bóng bầu dục của cậu con trai 12 tuổi của mình trong thời gian anh ấy bị đình chỉ thi đấu một năm tại NFL.
Đội nhà do Happy Madison Productions của Adam Sandler và Hey Eddie Productions của James sản xuất và được quay ở New Orleans từ tháng 5 đến tháng 6 năm 2021. Nó được phát hành vào ngày 28 tháng 1 năm 2022 bởi Netflix.

## Tóm tắt
Ba năm sau khi New Orleans Saints vô địch Super Bowl XLIV, huấn luyện viên trưởng Sean Payton bị NFL đình chỉ một năm do liên quan đến vụ bê bối tiền thưởng. Anh ấy trở về quê hương và nối lại tình cảm với cậu con trai 12 tuổi của mình bằng cách huấn luyện đội bóng bầu dục trường cấp hai của cậu ấy tại Liberty Christian ở Argyle, Texas.

## Diễn viên
- Kevin James trong vai Sean Payton: HLV đội New Orleans Saints
- Taylor Lautner trong vai Troy Lambert: HLV đội Chiến binh
- Rob Schneider trong vai Jamie: chồng mới của Beth
- Jackie Sandler trong vai Beth: vợ cũ của Sean Payton
- Tait Blum trong vai Connor Payton: con của Sean Payton và Beth, cầu thủ đội Chiến binh
- Gary Valentine trong vai	Mitch Bizone: trợ lý HLV đội Chiến binh
- Maxwell Simkins trong vai Paulie: cầu thủ đội Chiến binh
- Chloe Fineman trong vai Thực Tập Sinh Emily
- Jacob Perez trong vai Marcos: cầu thủ đội Chiến binh
- Bryant Tardy trong vai Dennis: cầu thủ đội Chiến binh
- Manny Magnus trong vai Harlan Haire: cầu thủ đội Chiến binh
- Liam Kyle trong vai Nate: cầu thủ đội Chiến binh
- Christopher Farrar trong vai Jason: cầu thủ đội Chiến binh
- Merek Mastrov trong vai Brian: cầu thủ đội Chiến binh
- Isaiah Mustafa trong vai HLV đội Những chú nhím
- Christopher Titone trong vai Will: bố của Paulie
- Ashley D. Kelley trong vai Cindy Jenkins: mẹ của Dennis
- Lavell Crawford trong vai Gus: tài xế xe buýt của đội Chiến binh
- Allen Covert trong vai trọng tài
- Anthony L. Fernandez trong vai Calvin: bố của Marcos
- Jared Sandler trong vai Eric: nhân viên khách sạn
- Sunny Sandler trong vai Brooke: bạn gái của Harlan
- John Farley trong vai trọng tài trận chung kết
- Dana Goodman trong vai mẹ của Brooke
- Bunchie Young trong vai Đội trưởng đội Những chú nhím
- Rhonda Johnson Dents trong vai Nhân viên pha chế của JD McGilligan

## Sản xuất
Phim bắt đầu những cảnh quay chính vào ngày 10 tháng 5 năm 2021 và kết thúc vào ngày 6 tháng 6 năm 2021, tại New Orleans. Vào ngày 18 tháng 5 năm 2021, có thông tin cho rằng Taylor Lautner, Rob Schneider, Jackie Sandler, Gary Valentine, Tait Blum, Maxwell Simkins, Jacob Perez, Bryant Tardy, Manny Magnus, Liam Kyle, Christopher Farrar, Merek Mastrov, Isaiah Mustafa, Christopher Titone, Ashley D. Kelley, Lavell Crawford, Allen Covert, Anthony L. Fernandez và Jared Sandler tham gia dàn diễn viên. Phim do Charles Kinnane và Daniel Kinnane đạo diễn, Chris Titone và Keith Blum viết kịch bản, Happy Madison Productions và Hey Eddie Productions sản xuất..

## Phát hành
Phim được phát hành vào ngày 28 tháng 1 năm 2022 trên Netflix.

## Đánh giá
Trên trang web tổng hợp phê bình Rotten Tomatoes, 19% trong số 26 bài phê bình của các nhà phê bình là tích cực, với điểm trung bình là 4/10 Trên Metacritic, bộ phim có số điểm trung bình là 23 trên 100 dựa trên đánh giá từ 6 nhà phê bình, cho thấy "các đánh giá nhìn chung không thuận lợi".